# Bådteatret
Bådteatret er et flydende teater, der ligger på en gammel lægter i Nyhavn i København. Teatret byder både på egenproduktioner og gæsteforestillinger. Egenproduktionerne fokuserer på dukke- og animationsteater for voksne, hvor man behandler klassiske eller filosofiske tekster. Gæsteforestillinger fremføres af ungdomsteatre, ligesom der tilbydes forestillinger på engelsk til de mange turister, der kommer i Nyhavn. I perioderne mellem forestillingerne er der scenekunstprojekter så som kabareter, poesioplæsning og kulturmiddage.
Teatret er inspireret af et teaterskib i Stockholm, der i begyndelsen af 1970'erne sejlede rundt i skærgården om sommeren og lå til kaj på et centralt sted i byen om vinteren. En gruppe danske arkitektstuderende og teaterfolk så det og syntes, at noget lignende ville oplagt i Danmark med dets lange kystlinje og mange havne. I 1972 købtes lægteren Pram 51, der er bygget af B&W i 1898, af DFDS til formålet. Lægteren blev efterfølgende bygget om, og i foråret 1973 var der så premiere på Den Mekaniske Dukkes Forvandling.
Teatret modtog Håbets Pris i 2003.